# Верро Рудольф Оттович
Рудольф Оттович Верро (7 квітня 1925, село Ауструм, тепер Іглінського району Башкортостану, Російська Федерація — 17 жовтня 1992, місто Рига, тепер Латвія) — латвійський радянський державний і комуністичний діяч, секретар ЦК КП Латвії, 1-й заступник голови Ради міністрів Латвійської РСР. Депутат Верховної Ради Латвійської РСР 6—11-го скликань. Член ЦК Комуністичної партії Латвії.

## Життєпис
Закінчив вісім класів школи. Член ВЛКСМ.
З січня 1943 по 1950 рік — в Радянській армії, учасник німецько-радянської війни. Служив у 1-му окремому запасному стрілецькому полку 43-ї гвардійської стрілецької дивізії Московського військового округу.
У 1950 році закінчив Латвійську сільськогосподарську академію.
Член ВКП(б) з 1950 року.
У 1950—1956 роках — інструктор, завідувач відділу Салдуського районного комітету КП Латвії.
У 1956—1958 роках — секретар Скрундського районного комітету КП Латвії; начальник інспекції із сільського господарства виконавчого комітету Скрундської районної ради депутатів трудящих.
У 1958—1959 роках — 2-й секретар Айзпутського районного комітету КП Латвії. У 1959—1960 роках — голова виконавчого комітету Айзпутської районної ради депутатів трудящих.
У 1960—1961 роках — заступник завідувача сільськогосподарського відділу ЦК КП Латвії.
У 1961 — лютому 1965 року — завідувач сільськогосподарського відділу ЦК КП Латвії.
18 лютого 1965 — 21 серпня 1974 року — секретар ЦК КП Латвії.
20 серпня 1974 — 20 грудня 1983 року — 1-й заступник голови Ради міністрів Латвійської РСР.
Одночасно був головою президії Центральної ради Латвійського республіканського товариства охорони природи та пам'яток старовини.
У грудні 1983 — 1985 року — постійний представник Ради міністрів Латвійської РСР при Раді міністрів СРСР.
З 1985 року — персональний пенсіонер союзного значення в місті Ризі.
Помер 17 жовтня 1992 року в місті Ризі.

## Нагороди
- орден Жовтневої Революції
- орден Вітчизняної війни ІІ ст. (6.04.1985)
- три ордени Трудового Червоного Прапора
- медаль «За перемогу над Німеччиною у Великій Вітчизняній війні 1941—1945 рр.»
- медалі
- Заслужений працівник сільського господарства Латвійської РСР